# Lena Karlin

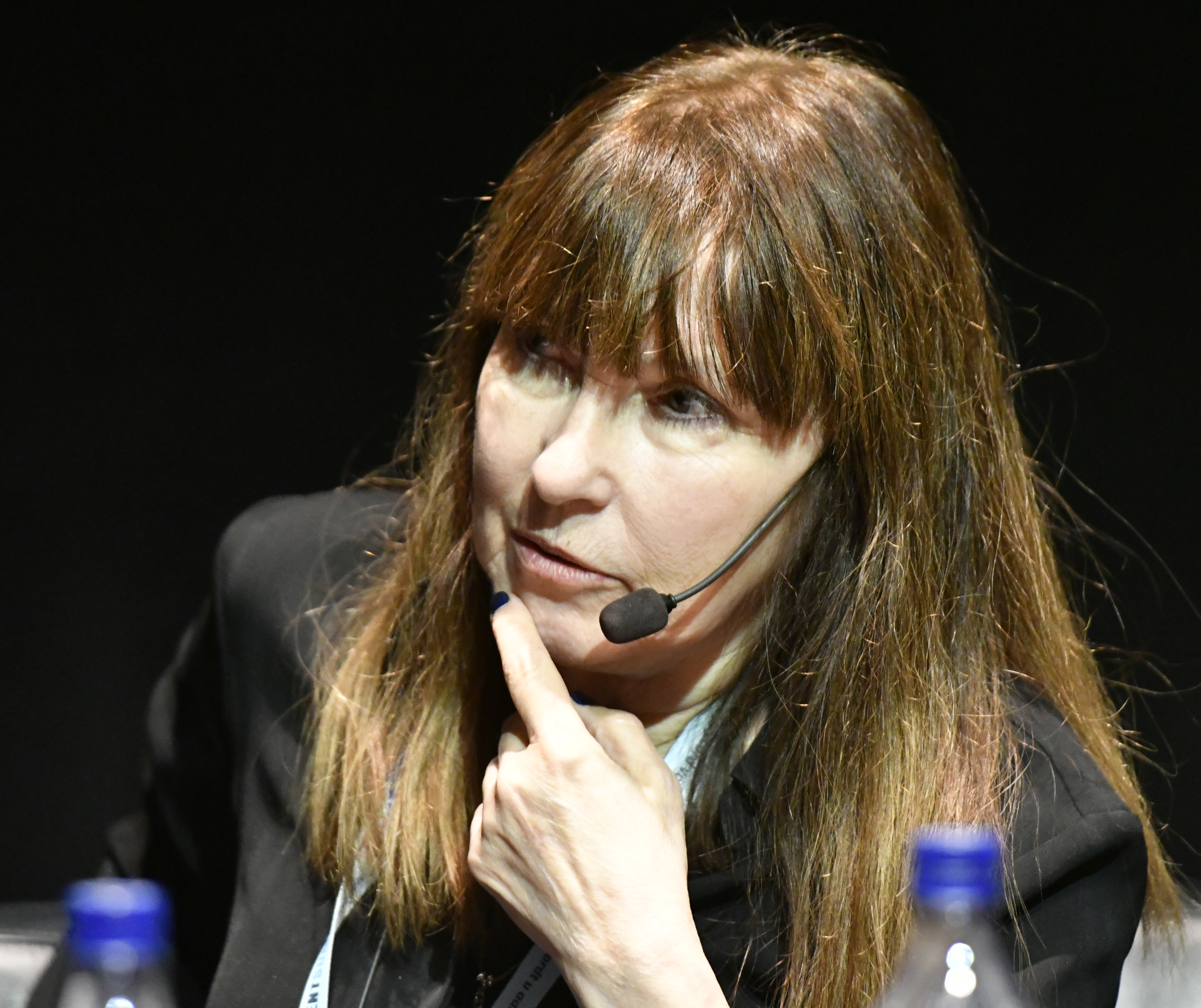
Lena Karlin på Swecon 2024.

Lena Marie Hillevi Karlin, född 2 januari 1957, är en svensk författare och översättare som översätter från engelska. Under åren 1985–1988 skrev hon tre barnböcker och utförde diverse förlagsredaktionella arbeten. 1990 blev Lena Karlin översättare på heltid, till en början övervägande av barnböcker men sedan ett hundratal böcker för vuxna läsare. Hon har även bearbetat äldre översättningar av Dorothy Sayers-deckare. 
2020 kom hennes första kriminalroman på temat artificiell intelligens, i samarbete med Åsa Schwarz. Sedan dess har Lena i samarbete med Åsa Schwarz också utkommit med en uppföljare till den boken, RansomTime, samt en ljudboksserie på bokförlaget Nona.
Lena Karlin varit styrelseledamot i Översättarsektionen inom Sveriges författarförbund.

## Böcker
- Bröllopet i Marsipanien (bild: Inger Edelfeldt) (AWE/Geber, 1985)
- Magiska Hjalte (bild: Charlotte Ramel) (Bonniers juniorförlag, 1988)
- Hjalte och pegasen (bild: Charlotte Ramel) (Bonniers juniorförlag, 1988)
- Dockfabriken (tillsammans med Åsa Schwarz) (Norstedts, 2020, ISBN 978-91-1-310205-4)

## Översättningar (urval)
- Henry N. Beard och Douglas C. Kenney: Härsken på Ringen (Bored of the Rings) (Alfabeta/Anamma, 2003) [parodi på J R R Tolkiens Härskarringen]
- Steph Swainston: Krigets år (The Year of Our War) (Natur och Kultur 2006)
- Val McDermid: I terrorns skugga (Hostage to murder) (Alfabeta, 2007)
- Derek Landy: Skulduggery Pleasant (Damm Förlag, 2007)
- Dan Brown: Inferno (Inferno) (tillsammans med Peter Samuelsson) (Bonnier, 2013)